# Ernst Weiß (Schriftsteller)

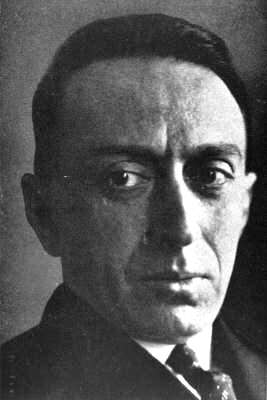
Ernst Weiß

Ernst Weiß (* 28. August 1882 in Brünn, Österreich-Ungarn; † 15. Juni 1940 in Paris) war ein österreichischer Arzt, Schriftsteller und literarischer Übersetzer.

## Leben
Ernst Weiß, aus einer jüdischen Familie stammend, war der Sohn des Tuchhändlers Gustav Weiß und dessen Ehefrau Berta Weinberg. Am 24. November 1886 starb der Vater. Trotz finanzieller Probleme und mehrfacher Schulwechsel (unter anderem besuchte er Gymnasien in Leitmeritz und Arnau) bestand Weiß 1902 die Matura. Anschließend begann er an den Universitäten Prag und Wien Medizin zu studieren. Dieses Studium beendete er 1908 mit der Promotion in Brünn und arbeitete danach als Chirurg in Bern bei Emil Theodor Kocher und in Berlin bei August Bier.
1911 kehrte Weiß nach Wien zurück und fand eine Anstellung im Wiedner Spital. Aus dieser Zeit stammt auch sein Briefwechsel mit Martin Buber. Nach einer Erkrankung an Lungentuberkulose hatte er in den Jahren 1912 und 1913 eine Anstellung als Schiffsarzt beim österreichischen Lloyd und kam mit dem Dampfer Austria nach Indien, Japan und in die Karibik.
Im Juni 1913 machte Weiß die Bekanntschaft von Franz Kafka. Dieser bestätigte ihn in seiner schriftstellerischen Tätigkeit, und Weiß debütierte noch im selben Jahr mit seinem Roman Die Galeere.
1914 wurde Weiß zum Militär einberufen und nahm im Ersten Weltkrieg als Regimentsarzt in Ungarn und Wolhynien teil. Nach Kriegsende ließ er sich als Arzt in Prag nieder und wirkte dort in den Jahren 1919 und 1920 im Allgemeinen Krankenhaus.

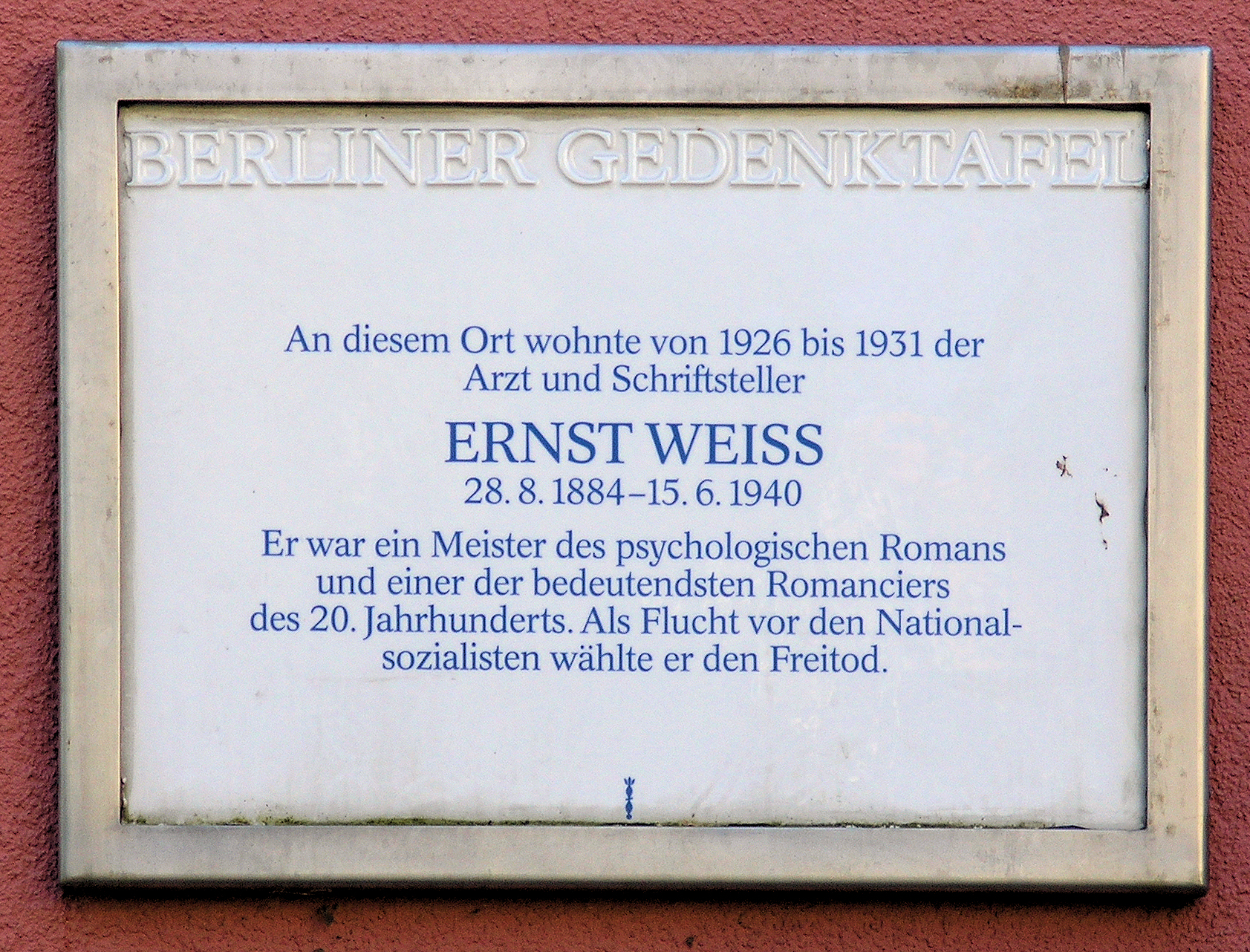
Berliner Gedenktafel am Haus Luitpoldstraße 34, in Berlin-Schöneberg

Nach einem kurzen Aufenthalt in München ließ sich Weiß Anfang 1921 in Berlin nieder. Dort arbeitete er als freier Schriftsteller, u. a. als Mitarbeiter beim Berliner Börsen-Courier. In den Jahren 1926 bis 1931 lebte und wirkte Weiß in Berlin-Schöneberg. Am Haus Luitpoldstraße 34 erinnert daran eine Gedenktafel (mit falschem Geburtsjahr, 1884 statt 1882). Im selben Haus wohnte zeitweise der Schriftsteller Ödön von Horváth, mit dem Weiß eng befreundet war.
1928 wurde Weiß vom Land Oberösterreich mit dem Adalbert-Stifter-Preis ausgezeichnet. Außerdem gewann er im selben Jahr bei den Olympischen Spielen in Amsterdam eine Silbermedaille im Kunst-Wettbewerb.
Kurz nach dem Reichstagsbrand am 27. Februar 1933 verließ er Berlin für immer und kehrte nach Prag zurück. Dort pflegte er seine Mutter bis zu deren Tod im Januar 1934. Vier Wochen später emigrierte Weiß nach Paris. Da er dort als Arzt keine Arbeitserlaubnis bekam, begann er für verschiedene Emigrantenzeitschriften zu schreiben, u. a. für Die Sammlung, Das Neue Tage-Buch und Maß und Wert. Da er mit diesen Arbeiten seinen Lebensunterhalt nicht bestreiten konnte, unterstützten ihn die Schriftsteller Thomas Mann und Stefan Zweig.
Ernst Weiß letzter Roman Der Augenzeuge wurde 1939 geschrieben. In Form einer fiktiven ärztlichen Autobiographie wird von der „Heilung“ des hysterischen Kriegsblinden A. H. nach der militärischen Niederlage in einem Lazarett des deutschen Heeres Ende 1918 berichtet. Nach der Machtergreifung der Nationalsozialisten 1933 wird der Arzt, weil Augenzeuge, in ein Konzentrationslager verbracht: Sein Wissen um die Krankheit des A. H. könnte den Nazis gefährlich werden. Um den Preis der Dokumentenübergabe wird „der Augenzeuge“ freigelassen und aus Deutschland ausgewiesen. Nun will er nicht mehr nur Augenzeuge sein, sondern praktisch-organisiert kämpfen und entschließt sich, im spanischen Bürgerkrieg auf der Seite der Republikaner gegen den mit Nazideutschland politisch verbündeten Franquismus zu kämpfen.
Als Weiß am 14. Juni 1940 den Einmarsch der deutschen Truppen in Paris von seinem Hotel aus miterleben musste, schnitt er sich in der Badewanne seines Hotelzimmers die Pulsadern auf, nachdem er Gift genommen hatte. Im Alter von 57 Jahren starb Ernst Weiß am 15. Juni 1940 im nahegelegenen Krankenhaus.
Sein Suizid wird literarisch im Roman Transit von Anna Seghers verarbeitet. Seit seinem Tod ist ein großer Koffer mit unveröffentlichten Manuskripten verschwunden. Auch die Lage seines Grabes ist ungeklärt.
Weiß übersetzte die Werke französischer Autoren in das Deutsche, wie Honoré de Balzac (z. B. Leb wohl! und Oberst Chabert), Guy de Maupassant (Pierre und Jean), Marcel Proust (u. a. Tage der Freuden), Alphonse Daudet (Tartarin aus Tarascon). Einige dieser Übersetzungen werden bis heute aufgelegt. Aus dem Englischen übersetzte er z. B. James Mallahan Cain.

## Werke
- Die Galeere. Roman. S. Fischer, Berlin 1913.
- Der Kampf. Roman. S. Fischer, Berlin 1916. (seit S. Fischer, Berlin 1919 u.d.T. Franziska.)
- Das Versöhnungsfest. Eine Dichtung in vier Kreisen. In: Die weißen Blätter.(Zeitschrift), 1917.
- Tiere in Ketten. Roman. S. Fischer, Berlin 1918.
- Mensch gegen Mensch. Roman. Verlag Georg Müller, München 1919.
- Tanja. Drama in 3 Akten. In: Der neue Daimon. (Zeitschrift), Genossenschaftsverlag, Wien 1919 (UA 1919 in Prag) (erste Buchausgabe S. Fischer, Berlin 1920)
- Stern der Dämonen. Erzählung. Genossenschaftsverlag, Wien Leipzig 1920.
- Franta Zlin. Novelle. Genossenschaftsverlag, Wien Leipzig 1920.
- Nahar. Roman. Kurt Wolff Verlag, München 1922.
- Hodin. Erzählung. Verlag Heinrich Tillgner, Berlin 1923.
- Die Feuerprobe. Roman. Verlag Die Schmiede, Berlin 1923.
- Atua. Erzählungen. Kurt Wolff Verlag, München 1923.
- Der Fall Vukobrankovics. Kriminalreportage. Die Schmiede, Berlin 1924
- Männer in der Nacht. Roman (um Balzac). Propyläen Verlag, Berlin 1925
- Dämonenzug. Erzählungen. Ullstein, Berlin 1928
- Boëtius von Orlamünde. Roman. S. Fischer, Berlin 1928. (Adalbert-Stifter-Preis, Silbermedaille der Olympischen Spiele in Amsterdam (Fehlinterpretation als Sportroman).) (seit 1930 Der Aristokrat.)
- Das Unverlierbare. Essays. Ernst Rowohlt Verlag, Berlin 1928.
  - Neuauflage hrsg. v. Carsten Schmidt. Lexikus Verlag 2011, ISBN 978-3-940206-30-5.
- Georg Letham. Arzt und Mörder. Roman. Zsolnay, Wien 1931.
- Der Gefängnisarzt oder Die Vaterlosen. Roman. Verlag Julius Kittls Nachf., Mährisch-Ostrau 1934.
- Der arme Verschwender. Roman (Stefan Zweig gewidmet). Querido Verlag, Amsterdam 1936.
- Jarmila. Novelle. Suhrkamp, 1998 u. ö. (verfasst 1937)[3]
- Der Verführer. Roman (Thomas Mann gewidmet). Humanitas Verlag, Zürich 1938
- Ich, der Augenzeuge. Roman. Verlag Kreißelmeier, Icking 1963.[4]
- Der zweite Augenzeuge und andere ausgewählte Werke. 1978.
- Die Kunst des Erzählens, Essays, Aufsätze, Schriften zur Literatur. 1982.
  - Unter dem Titel Die Ruhe in der Kunst. Ausgewählte Essays, Literaturkritiken und Selbstzeugnisse 1918–1940. Aufbau-Verlag, Weimar 1987.
- Gesammelte Werke. 16 Bände. suhrkamp taschenbuch 1982 (st 798)

## Verfilmungen
- 1988: Franta
- 2004: Mein Vater, meine Frau und meine Geliebte